# Voetbalvereniging Haaglandia/Winston
Il VV Haaglandia è una società calcistica olandese con sede a Rijswijk.

## Storia
L'Haaglandia è stato fondato il 1º luglio 2005 Fino al 2009/2010 ha disputato la Hoofdklasse, il massimo livello dei campionati dilettantisctici olandesi, con l'istituzione della Topklasse come massimo campionato dilettantistico nella stagione 2010/2011, è passato in Topklasse.

### Coppa d'Olanda
Nella KNVB beker 2009-10 l'Haaglandia è riuscito a pareggiare per 6-6 contro la squadra professionistica dell'Excelsior Rotterdam, prima di perdere ai rigori.

## Stadio
L'Haaglandia disputa le sue partite casalinghe allo stadio Sportpark Prinses Irene, che può contenere 3000 persone.